# Estrobo

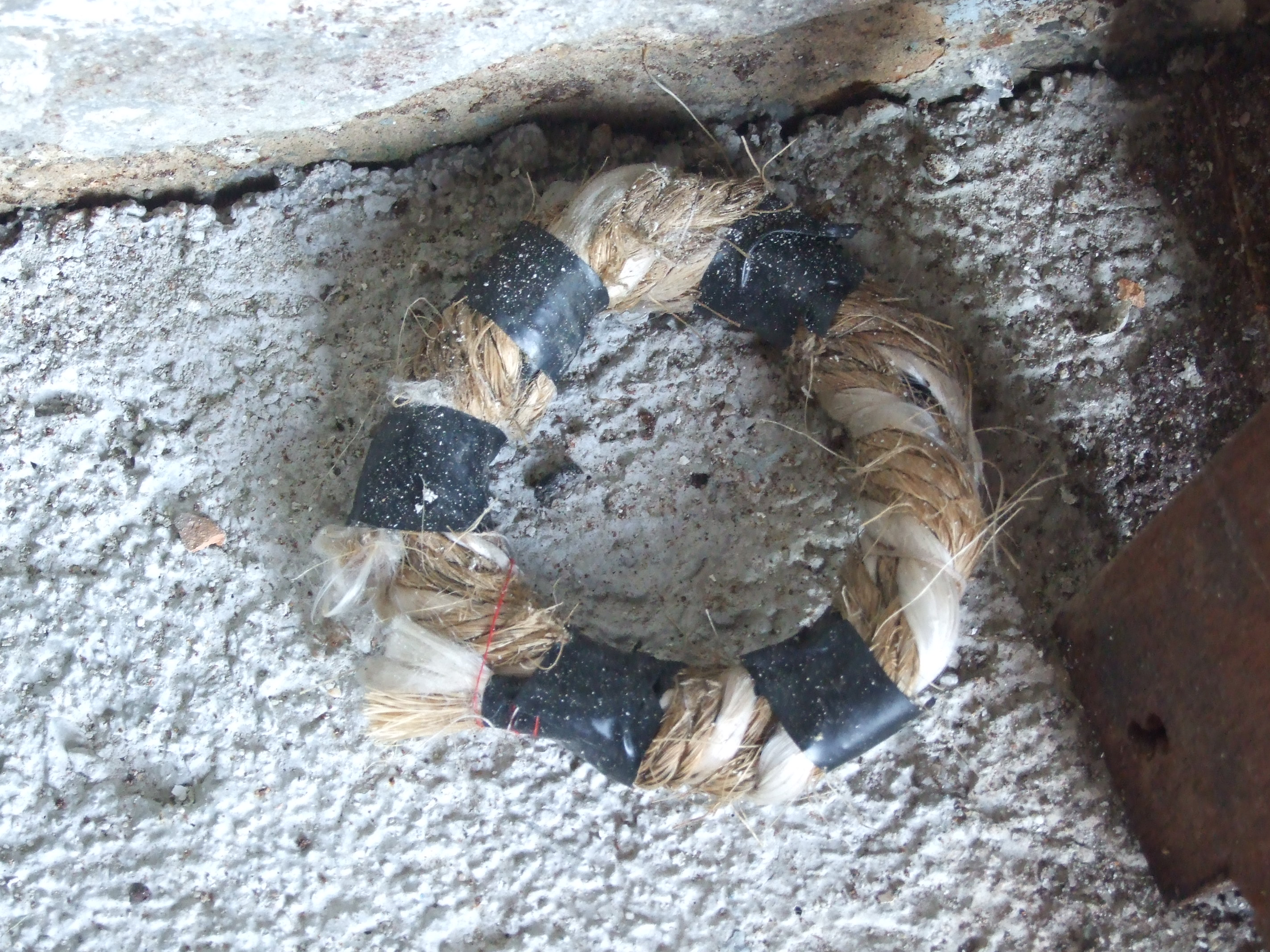
Estrobo para remo de banco fijo.

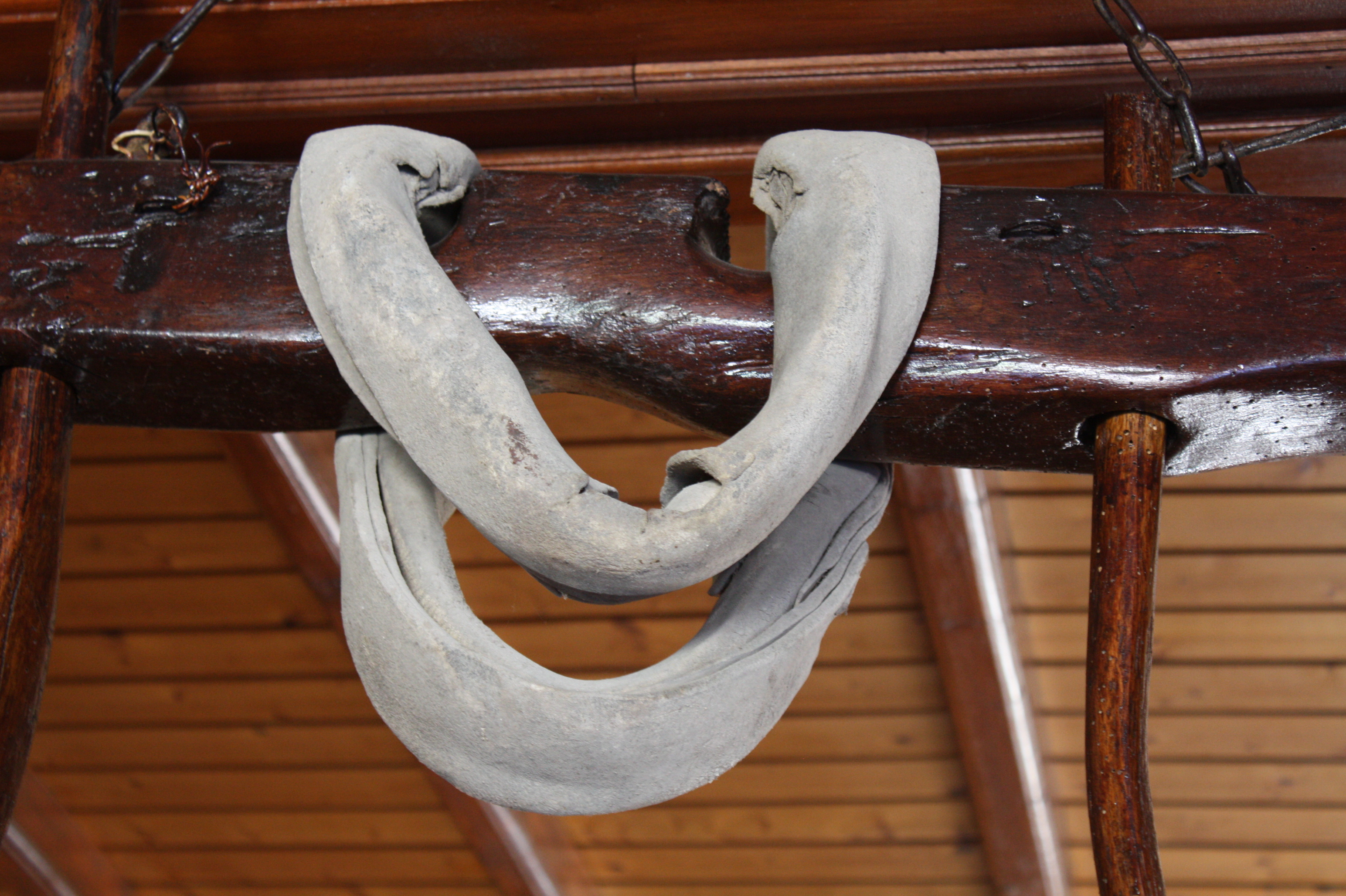
Estrobo de cuero en el yugo de un carro.

Se llama estrobo al pedazo de cabo ajustado por sus chicotes, que sirve para dar vuelta a un objeto y, enlazado en sí mismo, enganchar un aparejo para suspender dicho objeto.
Hace el oficio de una eslinga, de una honda, etcétera. Toma además algún nombre particular, según el objeto a que se aplica, como estrobo de ancla y estrobo de anclote, entre otros. Tiene relación con la salvachía, de la que solo difiere por el tejido, esto es, por su construcción.